# Sabatera d'agulles de pícea
La sabatera d'agulles de pícea (Sarcodon imbricatus, del grec sark, carn i odón, dent, i del llatí  imbricatus que vol dir imbricat) és una espècie de fong de l'ordre dels teleforals (Thelephorales). És una sabatera d'agulles de carn endurida però flexible com el cuir, de l'ordre de les teleforals, que és micorrízica de pícea i, probablement, avet.

## Morfologia
Bolet gros, de barret madur estès, irregular i sovint embudat; superfície amb grans escates erectes a la zona central, de color bru vermellós a bru porpra i que deixen entreveure la carn pàl·lida entre elles.
Agulles decurrents, grisenques. Cama cilíndrica, més curta del diàmetre del barret. Carn de blanquinosa a cremosa, sense tons blavosos, tampoc en el peu; de dolça a marga al tast.

## Hàbitat
Ectomicorrízica de pícea, probablement també d'avet, en plantacions adultes.

## Comentaris
Molt semblant a la sabatera d'agulles d'ull de perdiu (S. squamosus), amb la que sovint s'ha confós. Aquesta darrera creix vora pi, és més fosca, el marge del barret enrotllat i el barret menys deprimit.
La sabatera d'agulles aspra (Hydnellum scabrosum) té tons blau verdosos al peu.